# Сергей Цуриков
Сергей Андреевич Цуриков (на руски: Сергей Андреевич Цуриков) е руски офицер, генерал-майор. Участник в Руско-турската война (1877 – 1878).

## Биография
Сергей Цуриков е роден през 1848 г. в семейството на потомствен дворянин. Ориентира се към военното поприще. Завършва Орловски кадетски корпус (1865). Служи в Гродненския хусарски полк.
Участва в Руско-турската война (1877 – 1878). Повишен е във военно звание щабротмистър. Назначение е за ординарец на главнокомандващия Николай Николаевич и изпълнява лични поръчения. Командирован е в сборния отряд с командир генерал-майор Александър Имеретински, който превзема Ловеч на 22 август 1877 г. Участва в овладяването на село Български извор.
След войната служи в армейската кавалерия. Повишен е във военно звание генерал-майор през 1891 г.
Автор на „Спомени за войната от 1877-1878 г.“ Публикувани са в Исторически вестник през 1901 г. Описва личното си участие и впечатления от форсирането на река Дунав при Свищов, овладяването на Шипченския проход, боевете при Плевен, борбата за Ловеч на 22 август 1877 г., боевете за Елена и заключителните действия на войната.